# Elisa Frota-Pessoa
Elisa Esther Habbema de Maia (* 17. Januar 1921 in Rio de Janeiro, Brasilien; † 28. Dezember 2018 ebenda) war eine brasilianische Physikerin und Hochschullehrerin. Sie gehörte zu den ersten Frauen, die 1942 in Brasilien ihren Abschluss in Physik machten. Sie war emeritierte Professorin und Gründungsmitglied des Centro Brasileiro de Pesquisas Físicas.

## Leben und Werk
Frota-Pessoa war die Tochter des Anwalts Juvenal Moreira Maia und Elisa Habbema de Maia. Sie heiratete 1938 ihren Lehrer, den Biologen Oswaldo Frota-Pessoa, bevor sie das Studium an der Fakultät für Philosophie und Physik begann. Während ihres Studiums bekam sie einen Sohn und eine Tochter. 1940 legte sie die Prüfung für die Nationale Fakultät für Philosophie (FNFi) der Universität Brasilien ab, der heutigen Universidade Federal do Rio de Janeiro (UFRJ). Sie schloss 1942 ihr Physikstudium ab und war zusammen mit Sonja Ashauer, die im selben Jahr ihren Abschluss an der Universidade de São Paulo (USP) machte, die zweite Frau, die in Brasilien einen Abschluss in Physik machte. Die erste Frau war Yolande Monteux, die 1938 ihr Physikstudium an der USP abschloss.
Noch vor ihrem Abschluss wurde sie im zweiten Studienjahr von Professor Costa Ribeiro als seine Assistentin berufen. Sie arbeitete ohne Gehalt, bis sie 1944 auf den Lehrstuhl für Allgemeine und Experimentelle Physik der FNFi berufen wurde. 1951 trennte sie sich von Osvaldo Frota Pessoa und lebte mit dem Physiker Jayme Tiomno bis zu dessen Tod zusammen.
1949 war sie eine der Gründerinnen des brasilianischen Zentrums für physikalische Forschung (CBPF), wo sie bis 1964 Leiterin der Abteilung für Kernemulsionen war, außer 1958 und 1959, als sie am University College London forschte. Sie schrieb in Zusammenarbeit mit Neusa Amato den ersten Artikel über die in der Institution durchgeführte Forschung: Sobre a desintegração do méson pesado positivo, der 1950 in der Zeitschrift Anais da Academia Brasileira de Ciências (Annalen der Brasilianischen Akademie der Wissenschaften) veröffentlicht wurde. In diesem Projekt analysierten sie Fotoplatten, die der Physiker César Lattes aus den USA mitgebracht hatte und die den Weg des Pi-Mesons aufzeichneten, eines Teilchens, das er mitentdeckt und in der ersten Generation von Teilchenbeschleunigern nachgewiesen hatte. Eine weitere 1969 von ihr veröffentlichte Arbeit beendete eine lange Kontroverse über die Möglichkeit, dass das Pi-Meson einen Spin ungleich Null haben könnte.
1965 wurden sie und ihr Ehemann von dem Militärregime an die Universidade de Brasília und kurz darauf an die Universidade de São Paulo versetzt. Im selben Jahr gehörten sie zu den 223 Professoren, die aus Protest gegen politische Verfolgung eine kollektive Entlassung beantragten. 1969 wurde sie zusammen mit Tiomno und anderen brasilianischen Wissenschaftlern durch das im Vorjahr vom Militärregime erlassene Ato Institucional n.º 5 zwangsweise in den Ruhestand versetzt. Sie und Tiomno wurden sogar daran gehindert, weiterhin bei CBPF, einer damaligen privaten Organisation, zu arbeiten. Deshalb beschlossen sie und Tiomno in Europa und den Vereinigten Staaten zu arbeiten, wo sie an der Ausbildung brasilianischer Physiker mitwirkte. Sie weigerte sich, eine Amnestie zu beantragen, kehrte aber 1980 an die CBPF zurück. Als sie ihre Arbeit wieder aufnahm, richtete sie ein Kernemulsionslabor für das Studium der Kernspektroskopie ein und leitete es bis 1991, als ihr altersbedingter Rücktritt beschlossen wurde. Sie wurde zur emeritierten Professorin ernannt und arbeitete bis 1995 am Institut.
Frota-Pessoa führte die Kernemulsionstechnik in Brasilien ein und wandte sie in verschiedenen Bereichen an. Eine ihrer Arbeiten war das einzige brasilianische Werk, das für die Präsentation im Plenum der Internationalen Konferenz über Atome für den Frieden in Genf 1955 ausgewählt wurde. Ihre Arbeit über die Nichtexistenz der Pion-Myon-Zerfallsasymmetrie, die einen langen Streit über den Spin des p-Mesons beendete, führte zur Veröffentlichung Dutzender experimenteller Arbeiten in Brasilien, den Vereinigten Staaten und Europa.
Sie starb 2018 im Alter von 97 Jahren in Rio de Janeiro an einer Lungenentzündung.

## Ehrungen (Auswahl)
- Vergabe des Elisa Frota Pessoa-Award[7][8][9]